# Mama (film 1999)
Mama (Мама) è un film del 1999 diretto da Denis Evstigneev.

## Trama
Il film racconta di una madre di sei figli, che ha perso il marito e ha deciso di fondare un gruppo familiare, dopo di che ha dirottato un aereo ed è andata in prigione, dopo averla lasciata ha scoperto che suo figlio maggiore era in un ospedale psichiatrico e voleva liberarlo.